# 시크릿 (텔레비전 프로그램)
《시크릿》(부제 : 당신은 좋은 사람입니까?)은 KBS 2TV 자유선언 토요일 1부 코너로 방송된 프로그램이다. 지인의 고발로 격리된 스타가 자신의 비밀을 폭로당하지 않기 위해 MC들과 게임을 하는 밀실탈출버라이어티다. 게임에 실패할 때마다 해당 연예인들의 지인(동료 연예인 혹은 일반인)들이 비밀을 폭로하는 영상이 하나씩 공개된다. 하지만 방송 자체도 별다른 인기를 끌지 못했고 여기에 사생활 침해 논란까지 더해지면서 결국 5개월 만에 종영되었다.

## 소개
스타들의 비밀을 탐구하는 프로그램으로 7명의 연예인이 자신의 비밀에 대해 털어놓으며 게임을 즐기는 정통 버라이어티다.

## 출연자
- MC : 이휘재, 신봉선, 붐 (17회부터 붐이 MC로 고정출연), 김희철 (15회를 끝으로 군입대로 하차), 김태현(시크릿 장으로 고정)
- 게스트
  - 1, 2, 3회 : 백지영, 김현정, 최여진, 사이먼디, 전현무, 김태현
  - 4, 5회 : 박정아, 가희, 브라이언, 홍록기, 김숙, 신봉선, 김태현
  - 6, 7, 8, 9, 10회 : 김현중, 토니안, 은지원, 이수근, 김종민, 나르샤, 나나
  - 11, 12회 : 택연, 환희, 김재경, 지나, 광희, 심은진
  - 13, 14회 : 김대희, 김준호, 장우혁, 민, 현아, 화요비
  - 15, 16회 : 남희석, 붐, 김병만, 류담, 장동민, 남창희, 양배추
  - 17, 18회 : 박규리, 구하라, 소연, NS윤지, 황현희, 한민관, 최효종, 허경환, 양배추
  - 19, 20회 : 김재경, 고우리, 오승아, 조현영, 허경환, 황현희, 박영진, 양상국, 양배추
  - 21, 22, 23회 : 가인, 나르샤, 제아, 미료, 김종민, 마이티마우스, 허경환, 양배추

## 2011년 시청률
| 회차   | 방송일    | TNmS 시청률    | TNmS 시청률  | AGB닐슨 시청률 | AGB닐슨 시청률 |
| 회차   | 방송일    | 대한민국(전국) | 서울(수도권) | 대한민국(전국) | 서울(수도권)   |
| ------ | --------- | -------------- | ------------ | -------------- | -------------- |
| 제1회  | 6월 4일   | 5.7%           | 6.0%         | 5.9%           | 7.0%           |
| 제2회  | 6월 11일  | 3.1%           | 4.0%         | 4.0%           | 5.0%           |
| 제3회  | 6월 18일  | 5.2%           | 5.4%         | 4.9%           | 5.5%           |
| 제4회  | 6월 25일  | 3.7%           | 4.6%         | 4.3%           | 4.8%           |
| 제5회  | 7월 2일   | 2.2%           | 2.9%         | 2.9%           | 3.0%           |
| 제6회  | 7월 9일   | 3.7%           | 3.9%         | 4.4%           | 5.2%           |
| 제7회  | 7월 16일  | 4.3%           | 5.3%         | 5.5%           | 6.5%           |
| 제8회  | 7월 23일  | 4.8%           | 5.2%         | 5.7%           | 6.7%           |
| 제9회  | 7월 30일  | 3.6%           | 4.0%         | 4.2%           | 4.3%           |
| 제10회 | 8월 6일   | 5.1%           | 5.3%         | 4.0%           | 4.4%           |
| 제11회 | 8월 13일  | 4.1%           | 4.7%         | 4.2%           | 4.3%           |
| 제12회 | 8월 20일  | 4.4%           | 4.7%         | 5.1%           | 5.2%           |
| 제13회 | 8월 27일  | 3.3%           | 3.8%         | 3.9%           | 4.0%           |
| 제14회 | 9월 3일   | 4.4%           | 5.3%         | 4.0%           | 5.0%           |
| 제15회 | 9월 10일  | 3.9%           | 4.9%         | 4.3%           | 4.8%           |
| 제16회 | 9월 17일  | 3.1%           | 4.4%         | 4.1%           | 5.0%           |
| 제17회 | 9월 24일  | 3.1%           | 4.8%         | 3.5%           | 4.4%           |
| 제18회 | 10월 1일  | 3.3%           | 4.5%         | 2.9%           | 3.2%           |
| 제19회 | 10월 8일  | 2.1%           | 3.1%         | 2.9%           | 3.8%           |
| 제20회 | 10월 15일 | 2.7%           | 3.9%         | 2.8%           | 3.6%           |
| 제21회 | 10월 22일 | 3.8%           | 3.9%         | 3.3%           | 3.4%           |
| 제22회 | 10월 29일 | 4.9%           | 5.6%         | 4.7%           | 5.6%           |
| 제23회 | 11월 5일  | 3.5%           | 5.1%         | 3.3%           | 4.3%           |

## 같이 보기
- 불후의 명곡 2 - 전설을 노래하다
- 해피선데이 코너 남자의 자격
- 자유선언 토요일